# Iskola a határon

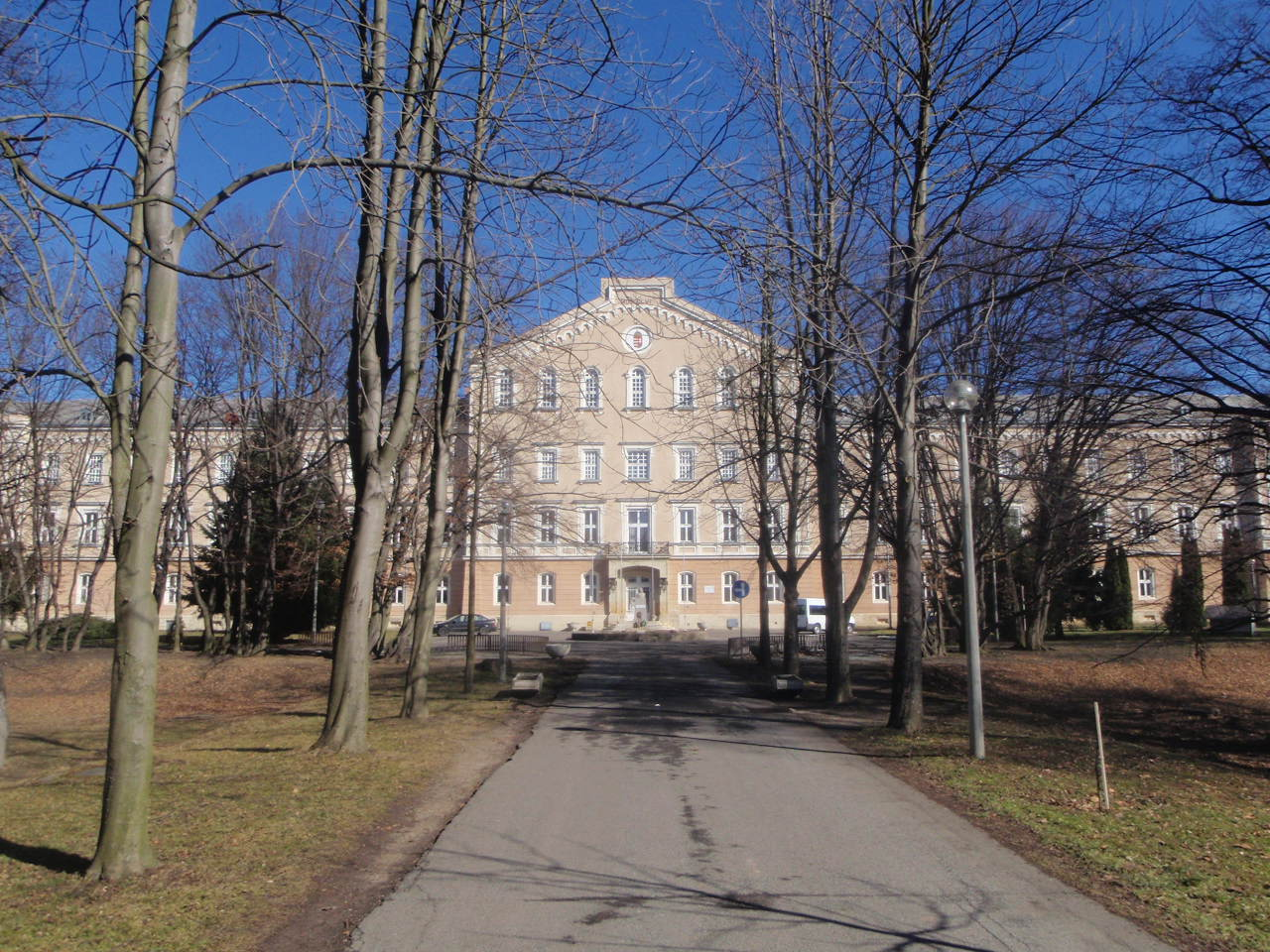
Iskola a határon, ma Dr. Nagy László Gyógypedagógia Intézet Kőszegen

Az Iskola a határon Ottlik Géza legfontosabb műve, a 20. századi magyar irodalom egyik legjelentősebb alkotása. Megjelenése idején (1959) csak szerény visszhangot váltott ki, de valódi rangja mindinkább megmutatkozott, a hetvenes években példaértékű művé vált az újabb írónemzedékek új szemléletre törekvő alkotóinak szemében.

## A mű címe
A cím egyszerre értelmezhető tárgyiassággal és jelképesen is. Az iskola a kőszegi katonai alreálgimnázium, amely a trianoni békeszerződés után közvetlenül az országhatár közelébe került. Az iskola katonai intézmény, s az 1923 szeptemberében újonc hét másodikos növendék a szülői házból kerül a kollégiumba, a civil életből a katonaiba, a gyermekkorból a felnőttek világába, vagyis a védettségből az egyéni helytállást követelőbe, a szabadságból az alávetettségbe és kiszolgáltatottságba. Valami lényeges végleg múlttá válik, valami addig ismeretlen és elképzelhetetlen világba kell átlépni, és ez kétségtelenül határhelyzet és korántsem könnyű. Ez az átlépés mássá tesz, mássá tehet. Kétségtelen, hogy a mű nevelődési regény is: nevelődések és deformálódások gazdag példatára, de ugyanakkor szokás parabolisztikus regényként is emlegetni, hiszen az emberi viselkedést is elemzi.

## A mű rövid története
A három főszereplő (Both Benedek, Medve Gábor és Szeredy Dani) történetét meséli el, akik különböző megpróbáltatásokon esnek át. Helyzetük rendkívül kiszolgáltatott, mert egy zárt és összerázódott közösséghez kerülnek, melynek vezére Merényi. A gyerekek között szilárd hierarchikus viszony van, melyet az ottani vezetőség (tanárok, nevelők) támogat, mivel ez az alapja a katonai rendnek. Életüket mindvégig megkeseríti a két tiszthelyettes, Bognár és Schulze, akik közül az utóbbi az elviselhetetlenebb. A tiszthelyettesek vakfegyelmet és feltétlen alázatot követelnek a növendékektől, gyakran alkalmaznak különböző büntető eszközöket (pl.: egynapos magánzárka) a „rendszerellenes egyéneknél”.
A műből kiviláglik, hogy Merényi és klientúrája Schulze tiszthelyettes hallgatólagos beleegyezésével, sőt bátorításával gyakorolja hatalmát. Merényiék nem tűrik meg, ha rajtuk kívül bárki más önszerveződő módon lép fel, vagy akár csak egy szemernyi előjogra tesz szert furfangosság vagy teljesítmény útján. A legkíméletlenebb módon megtorolnak bárminemű ilyen próbálkozást, amellett éreztetik a többiekkel, hogy felettük állnak. A mű cselekménye alatt az elszenvedett igazságtalanságok miatt Medve először el akarja hagyni az iskolát, később meg is szökik, de aztán visszakerül és beilleszkedik ő is. Két diák a társai miatt kerül ki az iskolából: Öttevényi mindenszenteket követően panaszra jelentkezik, amit még évtizedek óta soha senki nem tett meg, pusztán azért, hogy Merényiék viselkedését az elöljárók tudomására hozza. A példátlan eset a századon belül is nagy vihart kavar, ezért egy Öttevényi által teleírt jegyzetfüzet tartalmára hivatkozva (melyet Merényiék szereztek meg), melyben ő az egyik tisztet "púderes páviánülepnek" nevezte, még őt hozták ki bűnösnek, a közösséget rombolónak, sőt önfertőzőnek. Minderre Schulze asszisztációja mellett kerülhetett sor, de a többi diák, így a főszereplők is, kihallgatáson kénytelenek megerősíteni az előre összeállított vádakat. A másik ilyen diák Apagyi, aki elsőévesként az első perctől kezdve kereken megtagadja a parancsokat, feljebbvalóival szemben tiszteletlen és egyáltalán nem hajlandó az együttműködésre; ráadásul védekezésül fenyegetően előhúzza a bicskáját. Apagyi sorsa aztán végül az, hogy a diáktársai, elunva devianciáját, egy este eszméletlenre verik, így neki is távoznia kell.
Mikor negyedévesek lesznek, meglepve tudják meg, hogy Schulzét Jutasra vezényelték (a mű folyamán többször is tréfálkoztak azzal, hogy elmegy, így elég nehezen hiszik el). Ez Merényiék pozícióját is meggyengíti, ráadásul a Schulze helyett érkező Balabán tiszthelyettes képtelen fegyelmet tartani, így egyre önállóbbá, bajtársiasabbá, barátibbá válik a diákok viszonya egymással. Merényiék azonban továbbra is basáskodnak, a végzet pedig teljesen váratlanul, egy egyébként jelentéktelen diák, Tóth Tibor által éri őket. A lányos képű, az első támadó szándékra azonnal sírva fakadó, vallásos éltanuló Tóth Tibort mintegy szórakozásképpen maga mellé veszi Merényi, majd váratlanul eldobja őt és még meg is alázza. Ő erre az intézmény tisztelendőjéhez, Monsignor Hanákhoz megy, és terebélyes jegyzőkönyvet mond tollba Merényiék kegyetlenkedéseiről. Mivel Hanák tiszteletes egyházi személy lévén meglehetősen nagy befolyással rendelkezik, és mert Merényiéket már nincs, aki védje, hét diákot azonnal kicsapnak. A hatalmaskodás megszűnik, az élet pedig megy tovább, és a diákok előbb elvégzik a kőszegi alreálgimnáziumot, majd a tanév végén Budapestre hajóznak, és egy nap erejéig megtekintik a főreálgimnáziumot, ahol majd ezt követően folytatják tanulmányaikat.

## A mű szerkezete
A regény három fő részből áll: „Non est volentis”, „Sár és hó”, „Sem azé, aki fut”. Az első és utolsó cím egy bibliai utalás Pál apostol rómaiakhoz írt levelére („Non est volentis, neque currentis, sed miserentis dei.”, vagyis „Nem azé, akinek arra akaratja vagyon, sem azé, aki fut, hanem a könyörülő Istené.”). Fontos a bibliai idézetek közé ékelt sár és hó motívumpárja, ősszel ugyanis a sár csak tovább fokozta az újoncok kiszolgáltatottságát, míg a hó jótékonyan befedte a tájat, csökkentette a szenvedéseket. A fiúk rádöbbennek, hogy a kietlen világban is lehet élni.
A bevezető fejezetek 1957-ben és 1944-ben játszódnak, olyan korban tehát, amelyekben a történelmi tapasztalatok és az évtizedek véglegesítették a felnőttség állapotát. Arra is adnak valamiféle választ, hogy milyen a hatása a hajdani iskolának, amely egyenesen a genezis világának bizonyul, hiszen minden ott és úgy kezdődött, 1923 őszén.
A fejezetek három főszereplőt emelnek ki: Medve Gábort, aki már meghalt, Szeredy Danit és az eseményeket felidéző Bébé becenevű Both Benedeket. Ők hárman nem váltak katonává, illetve később otthagyták a hadsereget. Medve Bébére bízta a kéziratot, amely a katonaiskola emlékeit dolgozza fel. Természetesen Bébének is megvannak a maga emlékei, amelyekkel a kézirat tanulmányozásakor újra szembesül. Az iskolai évek felidézése tehát két nézőpontból áll előttünk. Bébé eleinte azt gondolja, hogy a múlt hiteles felidézése egyszerű, de hamarosan rá kell döbbennie az elbeszélés nehézségeire. Rájön, hogy az emlékezet szelektív, és mindenkinél másként működik.
A regény az első napokat, majd heteket állítja a középpontba, tehát a „betörés” időszakát. Az iskola tízéves korban veszi fel a növendékeket, de heten a második osztályban kezdenek 12 évesen. Új fiúk tehát egy többé-kevésbé már összeszokott közösségben, ahol a vezér Merényi és közvetlen környezete már egy-két évvel idősebb, ugyanis évismétlők. Az idősebb kor és a helyi tapasztalatok előnyükre szolgál az újoncok, a „civilek” betörésénél. Az Iskola a határon középpontjában kiskamaszok állnak. A harmadik résztől kezdve a cselekmény felgyorsul, hirtelen negyedéves korúak lesznek a szereplők, és az ekkor velük történtekkel foglalkozik a mű.

## Narráció
Az elbeszélés kettős, ugyanis a történéseket egyrészt Medve Gábor naplójából, másrészt pedig Bébé kiegészítő, reflektáló, Medve szövegével szinte párbeszédbe lépő megjegyzéseivel ismerjük meg. Így gyakori, hogy egy eseményről ketten számolnak be, ezzel éreztetvén, hogy az igazságnak is több arca van, abszolút igazság nem létezik. A konkrét történések így nem csupán pszichikai, szociológiai, etikai szinten értelmezhetőek, hanem akár nyelvfilozófiailag is. Eközben időnként időbeli ugrás is történik: a párhuzamos narráció ugrásai mellett hol 1944-be kerülünk (ahol Szeredy nagy bajba kerül, mert Nagyváradon a belé szerelmes cselédlány, Magda eléget titkos katonai dokumentumokat, hogy így hívja fel magára a figyelmet, majd mindahányan Budapestre mennek), hol 1957-be, ahol a strandon idézi fel Both Benedek és Szeredy Dani a régmúltat (s egyben kiderül, hogy se veled, se nélküled kapcsolatban van Magdával).

## A két elbeszélő
Az elbeszélő Both Benedek (Bébé) az átlagos utat járja be, megdöbben, fél, meghúzódik. A középrészben (Sár és hó) elveszti illúzióit (véget vet Halász Petár barátságának és leszámol Júlia illúziójával), és közönybe süpped, megalkuszik. Még a túloldalra is átlép, az erőszakoskodók közé, de helyzete ekkor lesz a legbizonytalanabb.
Medve Gábor járja be a leghosszabb utat, de végül ő jut a legmesszebbre is. Érzékeny, fogékony, ügyes, erős, tehetséges és etikailag is fejlett. Magatartása elvszerű, ragaszkodik a szeretet, az igazságosság és a szabadság érvényesüléséhez. Ugyanezek a pozitívumok teszik azonban teljesen kiszolgáltatottá. Kritikus helyzetekben kissé ideges, görcsös, reflexiói megzavarodnak, cselekvései lelassulnak, viselkedése csökönyös. Önérzete rendkívüli, a harcokat vállalja és sosem hunyászkodik meg. A mélyponton aztán a fogdában végül tudatosul benne a világ és az eszményei közti különbség, így felül tud emelkedni a köznapi gyarlóságokon, rátalál az önérzetre, felismeri lelke legbenső tartalmait és ő fogalmazza meg a műben a legmagasabb szintű világképet.

## A mű filozófiája
„A világhoz nem alkalmazkodni kell, hanem csinálni, nem újrarendezgetni azt, ami már megvan benne, hanem hozzáadni mindig.” (Medve Bébének a mű zárlatában)

## Hatása
A regény sajátos, formabontó szerkezete nagy hatást gyakorolt az 1970-es években kibontakozó írónemzedékre, az úgynevezett prózafordulat szerzőire.
Elismerése jeléül Esterházy Péter Ottlik 70. születésnapjára 1981 december 12-étől 1982 március 15-éig a regény teljes szövegét lemásolta egyetlen, 57x77-es lapra. A művet a Mozgó Világ is közölte az 1982 májusi számában.